# Ixora coccinea
Ixora coccinea, manchmal Malteserkreuzblume genannt, ist eine Pflanzenart aus der Gattung Ixora innerhalb der Pflanzenfamilie der Rötegewächse (Rubiaceae).

## Beschreibung

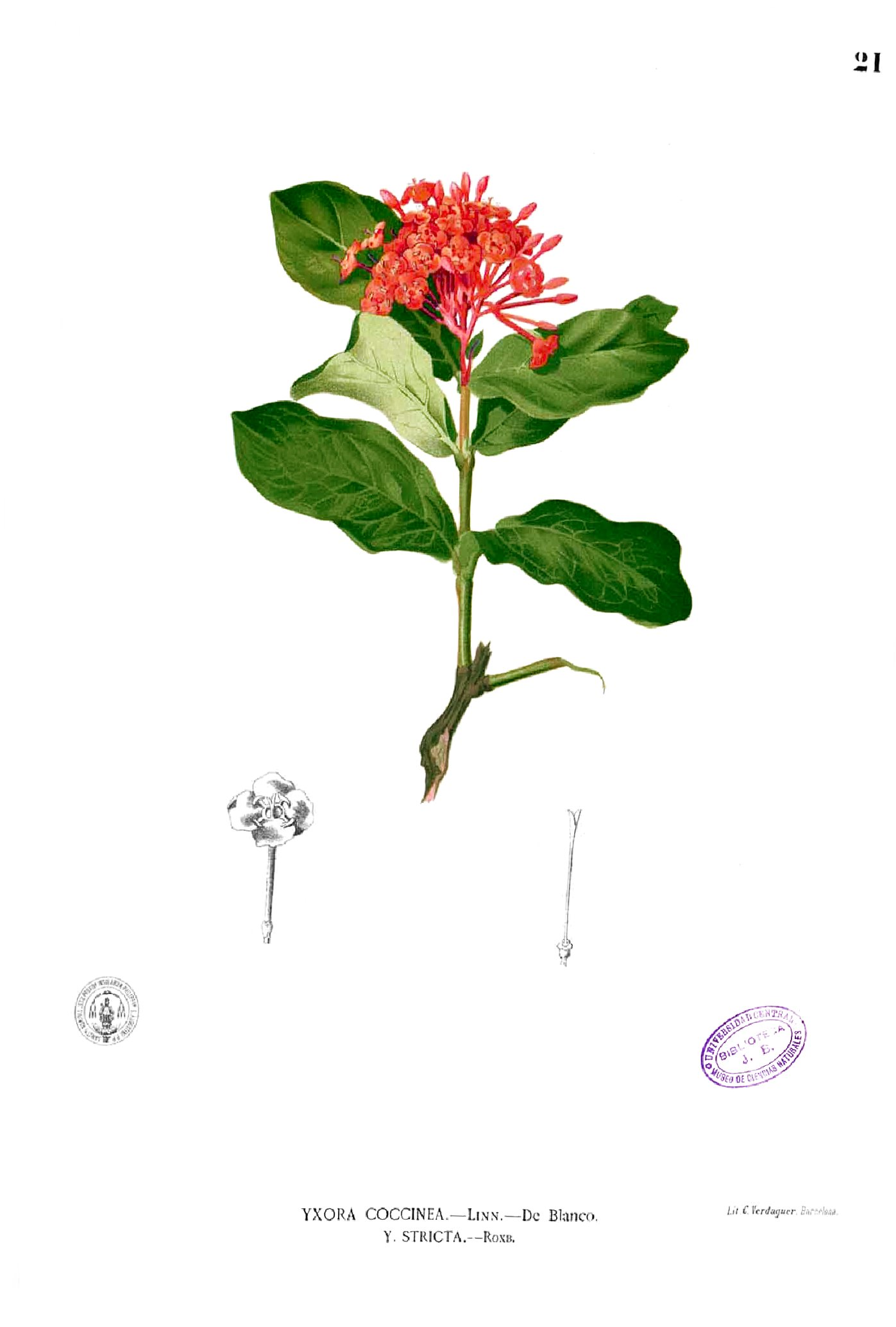
Illustration aus Blanco

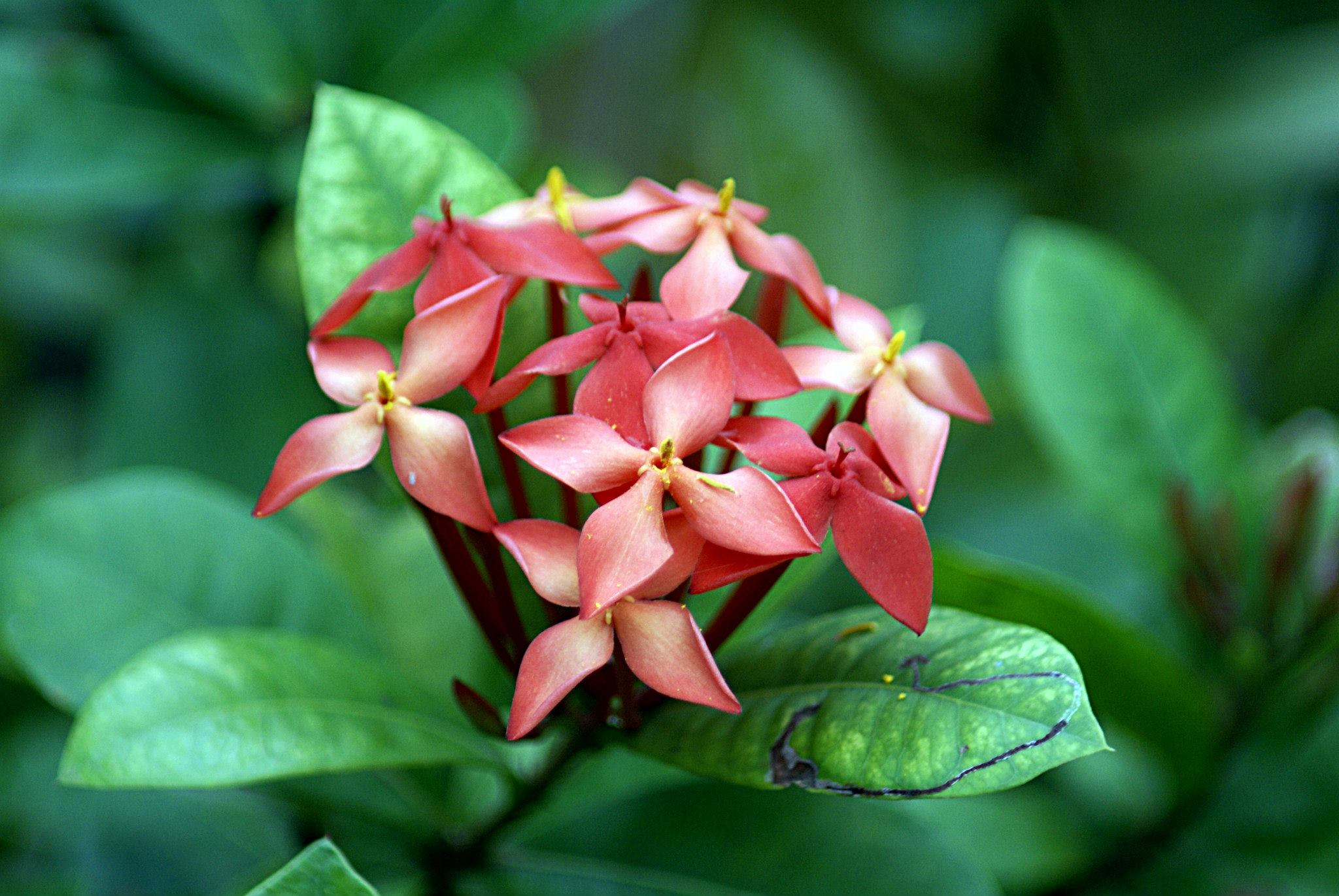
Vierzählige Blüte im Detail

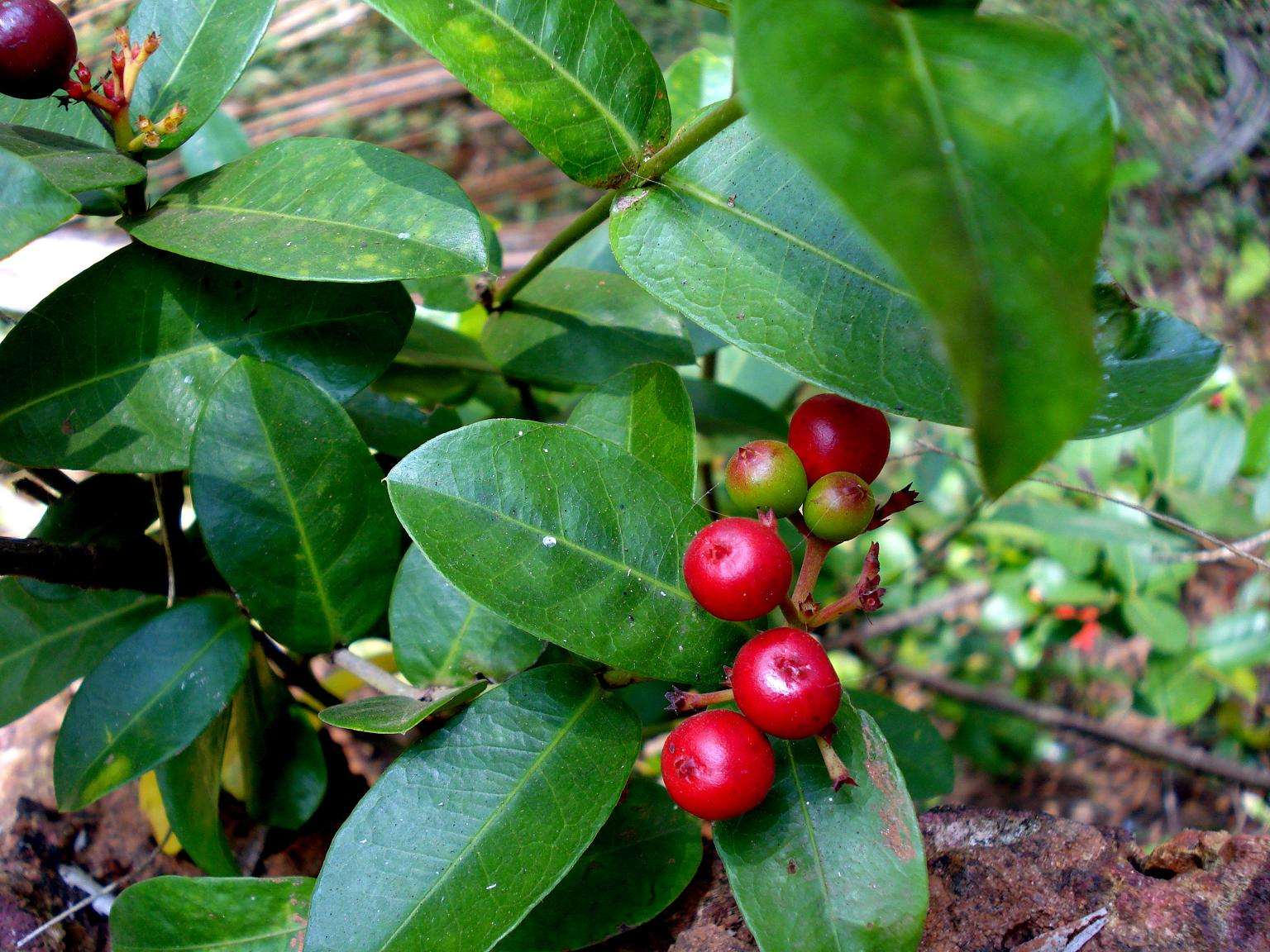
Reife Früchte

### Erscheinungsbild und Blatt
Ixora coccinea ist ein immergrüner Strauch, der Wuchshöhen von bis zu 1 Meter erreicht. Die kreuzgegenständig angeordneten Laubblätter sind meist sitzend. Die ledrigen, kahlen, ganzrandigen Blattspreiten sind 4 bis 8 Zentimeter lang sowie 1,5 bis 6,5 Zentimeter breit und können stumpf, zugespitzt oder bespitzt sein. Die Nebenblätter sind dreieckig mit spitzem, begranntem oberen Ende.

### Blütenstand und Blüte
Am Stamm werden endständig zymöse Blütenstände gebildet, die sehr viele Blüten enthalten können. Die Blütenstiele sind sehr kurz oder fehlen.
Die zwittrigen Blüten sind vierzählig mit doppelter Blütenhülle. Die Kelchblätter sind etwa 8 Millimeter lang. Die scharlachroten Kronblätter sind stieltellerförmig verwachsen. Die die 2,5 bis 4 Zentimeter lange, schlanke Kronröhre ist innen kahl. Die Kronzipfel sind in der Blütenknospe convolut überlappend und während der Anthese ausgebreitet. In der Kronröhre befinden sich vier Staubblätter. Der fadenförmige Griffel ist im oberen Bereich spindel- bis keulenförmig und endet in zwei linealischen, zurückgekrümmten Narben, die die Krone (etwas) überragen.

### Frucht und Samen
Die kugeligen Steinfrüchte sind von den haltbaren Kelchblättern umhüllt. Die bei Reife roten Steinfrüchte enthalten zwei plankonvexe Steinkerne mit je einem Samen.

### Chromosomensatz
Ixora coccinea ist diploid mit der Chromosomenzahl 2n = 22.

## Verbreitung
Ixora coccinea stammt ursprünglich aus einem Gebiet von Indien, Sri Lanka und Bangladesch bis Indochina, ist aber als Neophyt in den ganzen Tropen verbreitet. 

## Taxonomie
Die Erstveröffentlichung von Ixora coccinea erfolgte 1753 durch Carl von Linné. Der Gattungsname Ixora ist die portugiesische Version von Iswari, einem Namen der indischen Göttin Parvati, der die Blüten von Ixora coccinea geopfert werden. Das Artepitheton coccinea ist Lateinisch und bedeutet scharlachrot. Synonyme für Ixora coccinea L. sind: Ixora bandhuca Roxb., Ixora grandiflora Ker Gawl., Ixora incarnata Roxb. ex Sm., Pavetta bandhuca Miq.

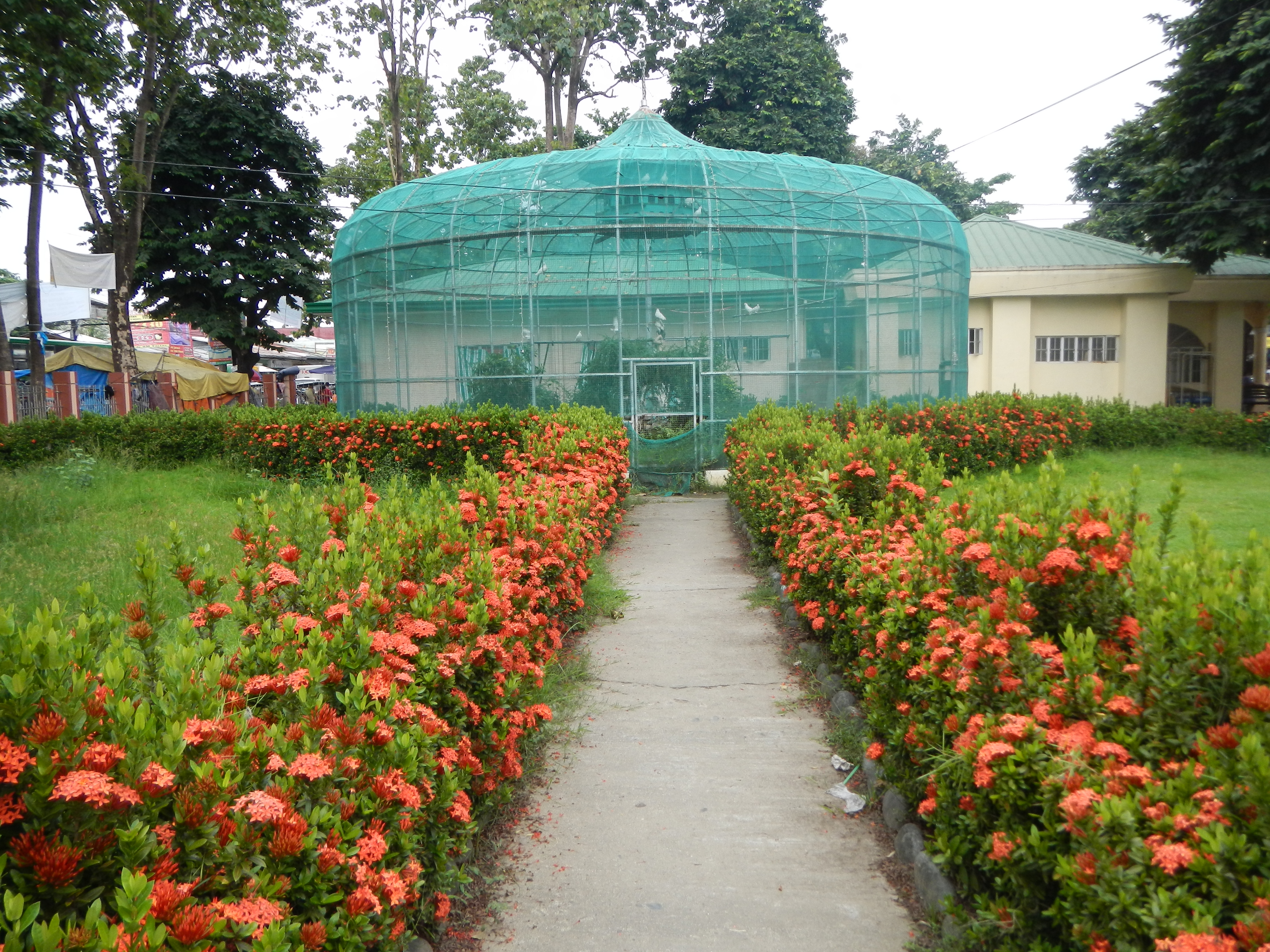
Als Hecke geschnitten

## Nutzung als Zierpflanze
Sorten von Ixora coccinea sind beliebte Zierpflanzen in tropischen bis subtropischen Parks und Gärten. Sie blüht das ganze Jahr. Sie eignet sich sowohl für Hecken als auch für Zwergformen. Es gibt zahlreiche Kulturformen, auch solche mit gelben, rosa- oder orangefarbenen Blüten.

## Inhaltsstoffe und medizinische Bedeutung
Ixora coccinea spielt in der Ayurveda eine wichtige Rolle. In der traditionellen indischen Medizin werden die Wurzeln u. a. gegen Durchfallerkrankungen, Dysenterie, Gonorrhoe, Appetitlosigkeit und chronische Magengeschwüre verwendet. Mit den Blüten werden u. a. Menstruationsbeschwerden und chronische Bronchitis behandelt, ein Aufguss von Blüten und Rinde findet in der Augenmedizin Verwendung. Vorklinische Studien zeigten, dass die Ixora coccinea entzündungshemmende, antimikrobielle, Geschwüre hemmende, Durchfall hemmende und Mutagenhemmende Wirkungen hat, sowie lipidsenkend und schützend für die Leber wirkt. 
Eine Reihe von Studien zeigt, dass die Ixora coccinea wichtige Wirkstoffe enthält, u. a. Lupeol, Ursolsäure, Oleanolsäure, Sitosterol, Rutin, Leucocyanidin, Anthocyane, sowie Glykoside von Kaempferol und Quercetin.